# Réserve naturelle nationale du massif forestier de la Robertsau et de La Wantzenau
La réserve naturelle nationale du massif forestier de la Robertsau et de La Wantzenau (RNN325) est une réserve naturelle nationale située en collectivité européenne d'Alsace. Classée en 2020, elle occupe une surface de 710 hectares.

## Localisation

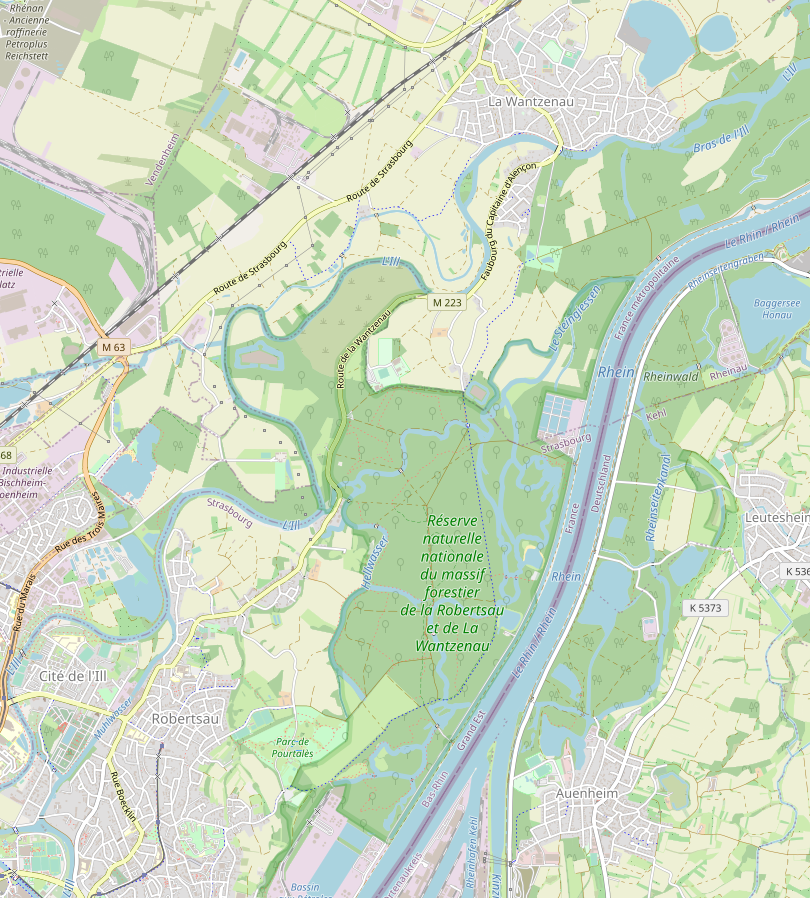
Plan de situation de la réserve (source: OpenStreetMap).

Le territoire de la réserve naturelle est situé dans la circonscription administrative du Bas-Rhin, sur le territoire des communes de La Wantzenau et de Strasbourg.

## Administration, plan de gestion, règlement

### Outils et statut juridique
La réserve naturelle a été créée par un décret du 27 juillet 2020.